# Slaughterville
Slaughterville és un poble dels Estats Units a l'estat d'Oklahoma. Segons el cens del 2000 tenia 3.609 habitants.

## Demografia
Segons el cens del 2000, Slaughterville tenia 3.609 habitants, 1.279 habitatges, i 1.002 famílies. La densitat de població era de 36,6 habitants per km².
Dels 1.279 habitatges en un 39,2% hi vivien nens de menys de 18 anys, en un 63,2% hi vivien parelles casades, en un 11% dones solteres, i en un 21,6% no eren unitats familiars. En el 17,7% dels habitatges hi vivien persones soles el 5,2% de les quals corresponia a persones de 65 anys o més que vivien soles. El nombre mitjà de persones vivint en cada habitatge era de 2,78 i el nombre mitjà de persones que vivien en cada família era de 3,12.
Per edats la població es repartia de la següent manera: un 29,3% tenia menys de 18 anys, un 8,3% entre 18 i 24, un 30,4% entre 25 i 44, un 23,7% de 45 a 60 i un 8,3% 65 anys o més.
L'edat mediana era de 35 anys. Per cada 100 dones de 18 o més anys hi havia 100,9 homes.
La renda mediana per habitatge era de 35.815 $ i la renda mediana per família de 39.458 $. Els homes tenien una renda mediana de 32.359 $ mentre que les dones 19.583 $. La renda per capita de la població era de 14.511 $. Entorn de l'11,1% de les famílies i el 12,8% de la població estaven per davall del llindar de pobresa.

## Poblacions més properes
El següent diagrama mostra les poblacions més properes.